# Carolina Lightnin'
O Carolina Lightnin ' foi um clube americano de futebol com sede em Charlotte, Carolina do Norte, que era membro da American Soccer League.

## História
O Lightnin' jogou partidas em casa no American Legion Memorial Stadium. Durante seus jogos. o clube teve uma média de público de 6.000 espectadores. 20.163 torcedores compareceram à partida de setembro de 1981 contra o New York United, na qual o Lightnin' venceu o campeonato da American Soccer League por 2–1.
Depois que a ASL acabou, o clube juntou-se à recém-formada United Soccer League como Charlotte Gold. No entanto, a equipe desistiu no final da temporada de 1984. O futebol profissional só voltaria à cidade com o Charlotte Eagles em 1993.